# Ternana Calcio 1981-1982
Questa voce raccoglie le informazioni riguardanti la Ternana Calcio nelle competizioni ufficiali della stagione 1981-1982.

## Stagione
Nella stagione 1981-1982 ritorna a Terni la leggenda della panchina rossoverde Corrado Viciani, fortemente voluto da Adriano Garofoli, che ad aprile lascerà la carica di presidente nelle mani di Massimo Giubilei. Piccola rivoluzione nella rosa delle Fere che vede l’importante rientro di Bruno Zanolla a guidare l'attacco ternano. Il centravanti, con 14 reti, delle quali 4 in Coppa Italia e 10 in campionato, sarà il miglior realizzatore stagionale. La Ternana disputa un onesto campionato, con un cedimento nel finale, per raccogliere in totale  34 punti, vale a dire un punto a partita. 
In Coppa Italia di Serie C la Ternana vince il girone di qualificazione. Poi nei sedicesimi di finale elimina nel doppio confronto la Vigor Senigallia e negli ottavi di finale cede il passo al Campobasso.

## Rosa
| N. |                   | Ruolo | Calciatore            |
| -- | ----------------- | ----- | --------------------- |
|    | Italia (bandiera) |       | Bais                  |
|    | Italia (bandiera) | C     | Giuliano Belluzzi     |
|    | Italia (bandiera) | D     | Michele Borriello     |
|    | Italia (bandiera) | C     | Pasqualino Borsellino |
|    | Italia (bandiera) | A     | Danilo Canneori       |
|    | Italia (bandiera) | P     | Moreno Ciolfi         |
|    | Italia (bandiera) | C     | Paolo Crucitti        |
|    | Italia (bandiera) | D     | Walter Malerba        |
|    | Italia (bandiera) | C     | Massimo Martinelli    |
|    | Italia (bandiera) | C     | Enzo Mocellin         |
|    | Italia (bandiera) | A     | Francesco Montarani   |
|    | Italia (bandiera) | P     | Giulio Nuciari        |

| N. |                   | Ruolo | Calciatore      |
| -- | ----------------- | ----- | --------------- |
|    | Italia (bandiera) | A     | Dino Pagliari   |
|    | Italia (bandiera) | C     | Nicola Peragine |
|    | Italia (bandiera) | D     | Stefano Piccini |
|    | Italia (bandiera) | D     | Giovanni Pozza  |
|    | Italia (bandiera) | D     | Gabriele Ratti  |
|    | Italia (bandiera) | A     | Renzo Redomi    |
|    | Italia (bandiera) | D     | Stefano Rossi   |
|    | Italia (bandiera) | D     | Luigi Russo     |
|    | Italia (bandiera) | C     | Antonio Torti   |
|    | Italia (bandiera) | C     | Claudio Valigi  |
|    | Italia (bandiera) | A     | Bruno Zanolla   |

## Risultati

### Serie C1

#### Girone di andata
| Terni 20 settembre 1981 1ª giornata | Ternana          | 0 – 0 | Benevento | Stadio Libero Liberati\| Arbitro: \| Da Pozzo (Monza) \| |
| Arbitro:                            | Da Pozzo (Monza) |       |           |                                                          |

| Arbitro: | Ongaro (Rovigo) |

|                                     |           |             |
| Mordocco 11’ Vento 41’ Cau 50’, 69’ | Marcatori | 5’ Mocellin |

| Arbitro: | Tuveri (Cagliari) |

|              |           |  |
| Mocellin 83’ | Marcatori |  |

| Rende 11 ottobre 1981 4ª giornata | Rende              | 0 – 0 | Ternana | Stadio Marco Lorenzon\| Arbitro: \| D'Innocenzo (Roma) \| |
| Arbitro:                          | D'Innocenzo (Roma) |       |         |                                                           |

| Terni 18 ottobre 1981 5ª giornata | Ternana        | 0 – 0 | Taranto | Stadio Libero Liberati\| Arbitro: \| Vallesi (Pisa) \| |
| Arbitro:                          | Vallesi (Pisa) |       |         |                                                        |

| Arbitro: | De Marchi (Novara) |

|                    |           |             |
| Aristei 29’ (rig.) | Marcatori | 9’ Mocellin |

| Arbitro: | Basile (Siracusa) |

|                          |           |  |
| Zanolla 74’ Mocellin 79’ | Marcatori |  |

| Arbitro: | Sguizzato (Verona) |

|            |           |  |
| Quadri 32’ | Marcatori |  |

| Arbitro: | Amendolia (Messina) |

|                    |           |             |
| Zanolla 51’ (rig.) | Marcatori | 57’ Magrini |

| Giulianova 22 novembre 1981 10ª giornata | Giulianova       | 0 – 0 | Ternana | Stadio Rubens Fadini\| Arbitro: \| Galbiati (Monza) \| |
| Arbitro:                                 | Galbiati (Monza) |       |         |                                                        |

| Terni 29 novembre 1981 11ª giornata | Ternana            | 0 – 0 | Reggina | Stadio Libero Liberati\| Arbitro: \| Baldini (Piacenza) \| |
| Arbitro:                            | Baldini (Piacenza) |       |         |                                                            |

| Arbitro: | Basile (Siracusa) |

|                           |           |  |
| Zaccaro 12’ Di Venere 76’ | Marcatori |  |

| Arbitro: | Ronchetti (Modena) |

|              |           |          |
| Belluzzi 63’ | Marcatori | 53’ Neri |

| Arbitro: | Boschi (Parma) |

|  |           |                     |
|  | Marcatori | 78’, 87’ Borsellino |

| Arbitro: | Dalfovo (Trento) |

|                   |           |            |
| Pagliari 38’, 71’ | Marcatori | 78’ Tacchi |

| Arbitro: | Tuveri (Cagliari) |

|                          |           |          |
| Zanolla 23’ Pagliari 65’ | Marcatori | 5’ Rappa |

| Arbitro: | Sala (Lecco) |

|             |           |                    |
| Tontini 80’ | Marcatori | 52’ (rig.) Zanolla |

#### Girone di ritorno
| Arbitro: | Valente (Monfalcone) |

|           |           |  |
| Bozzi 66’ | Marcatori |  |

| Arbitro: | De Santis (Treviso) |

|             |           |               |
| Pagliari 3’ | Marcatori | 84’ Cosentino |

| Arbitro: | Boschi (Parma) |

|                         |           |                |
| Scorrano 58’ Biondi 60’ | Marcatori | 80’ Borsellino |

| Arbitro: | Frigerio (Milano) |

|                                                     |           |          |
| Zanolla 7’, 79’ Valigi 20’ Pagliari 38’ Piccini 87’ | Marcatori | 1’ Mauro |

| Taranto 21 febbraio 1982 22ª giornata | Taranto            | 0 – 0 | Ternana | Stadio Erasmo Iacovone\| Arbitro: \| D'Innocenzo (Roma) \| |
| Arbitro:                              | D'Innocenzo (Roma) |       |         |                                                            |

| Arbitro: | Pampana (Pisa) |

|             |           |  |
| Piccini 80’ | Marcatori |  |

| Arbitro: | Fassari (Catania) |

|                                      |           |  |
| Colombini 36’ Arena 54’ Sorbello 86’ | Marcatori |  |

| Terni 21 marzo 1982 25ª giornata | Ternana          | 0 – 0 | Nocerina | Stadio Libero Liberati\| Arbitro: \| Da Pozzo (Monza) \| |
| Arbitro:                         | Da Pozzo (Monza) |       |          |                                                          |

| Livorno 28 marzo 1982 26ª giornata | Livorno            | 0 – 0 | Ternana | Stadio Ardenza\| Arbitro: \| Tarantola (Genova) \| |
| Arbitro:                           | Tarantola (Genova) |       |         |                                                    |

| Arbitro: | Frigerio (Milano) |

|                                      |           |             |
| Zanolla 15’ (rig.), 16’ Pagliari 33’ | Marcatori | 10’ Zottoli |

| Reggio Calabria 18 aprile 1982 28ª giornata | Reggina      | 0 – 0 | Ternana | Stadio Comunale\| Arbitro: \| Cassi (Pisa) \| |
| Arbitro:                                    | Cassi (Pisa) |       |         |                                               |

| Terni 25 aprile 1982 29ª giornata | Ternana        | 0 – 0 | Salernitana | Stadio Libero Liberati\| Arbitro: \| Luci (Firenze) \| |
| Arbitro:                          | Luci (Firenze) |       |             |                                                        |

| Arbitro: | Galbiati (Monza) |

|                   |           |  |
| Zanin 6’ Neri 64’ | Marcatori |  |

| Terni 9 maggio 1982 31ª giornata | Ternana             | 0 – 0 | Francavilla | Stadio Libero Liberati\| Arbitro: \| Albertini (Voghera) \| |
| Arbitro:                         | Albertini (Voghera) |       |             |                                                             |

| Arbitro: | Gabbrielli (Prato) |

|                |           |                |
| Mannarelli 40’ | Marcatori | 67’ Borsellino |

| Arbitro: | D'Alascio (Pisa) |

|                            |           |             |
| Fracas 13’, 90’ Polito 75’ | Marcatori | 18’ Zanolla |

| Arbitro: | Calafiore (Brescia) |

|                             |           |                       |
| Borsellino 16’ Peragine 21’ | Marcatori | 12’ Ruis 27’ Policano |

### Coppa Italia Serie C

#### Fase eliminatoria a gironi
| Terni 26 agosto 1981 1ª giornata | Ternana             | 0 – 0 | Grosseto | Stadio Libero Liberati\| Arbitro: \| Cerquoni (Macerata) \| |
| Arbitro:                         | Cerquoni (Macerata) |       |          |                                                             |

| Arbitro: | Lamorgese (Potenza) |

|                |           |               |
| Fuscoletti 25’ | Marcatori | 8’ Borsellino |

| Arbitro: | Sguizzato (Verona) |

|            |           |                            |
| Di Meo 17’ | Marcatori | 36’ Borsellino 40’ Zanolla |

| Arbitro: | Baroni (Macerata) |

|                                                      |           |                |
| Borsellino 12’ Mocellin 29’ Peragine 70’ Zanolla 83’ | Marcatori | 36’ Fuscoletti |

#### Fase finale
| Arbitro: | D'Innocenzo (Roma) |

|           |           |              |
| Ennas 35’ | Marcatori | 60’ Mocellin |

| Arbitro: | Marchese (Frattamaggiore) |

|                                           |           |                     |
| Crucitti 2’ Zanolla 57’ Mocellin 61’, 65’ | Marcatori | 52’ Nemo 81’ Chiesa |

| Arbitro: | Cerquoni (Macerata) |

|                     |           |                    |
| Pagliari 25’ (rig.) | Marcatori | 87’ (aut.) Malerba |

| Arbitro: | Creati (Acireale) |

|                               |           |  |
| Scorrano 13’ Maestripieri 76’ | Marcatori |  |